# Palaeopatasson grollei
Palaeopatasson grollei är en stekelart som beskrevs av Witsack 1986. Palaeopatasson grollei ingår i släktet Palaeopatasson och familjen dvärgsteklar.
Artens utbredningsområde är:
- Dominikanska republiken.
- Dominica.

Inga underarter finns listade i Catalogue of Life.